# 이본 취나드

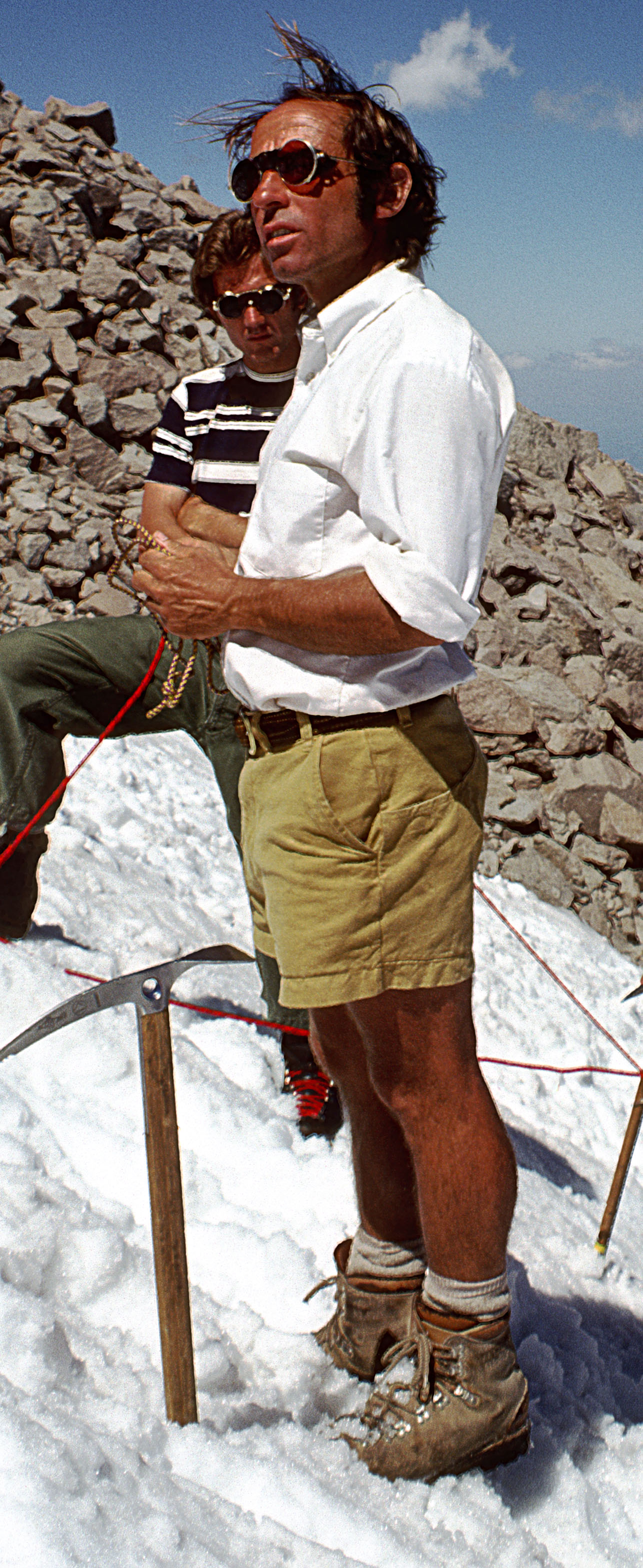

이본 취나드(Yvon Chouinard, 1938년 11월 9일 ~ )는 미국의 암벽 등반가, 환경 운동가, 자선가 및 야외 산업 사업가이다. 그의 회사인 파타고니아 (기업)는 환경 보호에 대한 헌신으로 유명하다. 그는 2023년 타임지가 선정한 세계에서 가장 영향력 있는 100인 중 한 명으로 선정되었다.
취나드는 서퍼, 카약커, 매 사냥꾼이기도 하며 특히 텐카라 플라이 낚시를 좋아한다. 등반 문제와 윤리, 환경주의와 비즈니스의 혼합에 관해 글을 썼다.

## 어린시절
취나드의 아버지는 프랑스계 캐나다인 재주꾼, 기계공, 배관공이었다. 1947년에 이본과 그의 가족은 메인주 루이스턴에서 남부 캘리포니아로 이사했다. 이들은 가톨릭 신자였다.
그의 초기 등반 파트너로는 로열 로빈스(Royal Robbins)와 톰 프로스트(Tom Frost)가 있다. 시에라 클럽(Sierra Club) 회원인 그는 젊었을 때 남부 캘리포니아 매사냥 클럽(Southern California Falconry Club)을 설립했으며 매 둥지에 대한 조사를 통해 암벽 등반을 시작했다. 돈을 절약하고 등반 방식에 적응하기 위해 그는 자신의 등반 도구를 만들기로 결정하고 대장간 기술을 독학했으며 결국 사업을 시작했다.